# Heckler & Koch AG-C/GLM
Heckler & Koch AG-C/GLM je 40 mm lanser granata koji se postavlja na bilo koju AR-15 tip puške, uključujući HK416/17. Lanser se postavi i montira ispod cijevi puške. 

## Vanjske poveznice
- The AG-C/GLM* lanser granata  Arhivirana inačica izvorne stranice od 21. studenoga 2008. (Wayback Machine)